# Joe Brincat
Joseph ("Joe") Brincat (Ħamrun, 5 maart 1970) is een voormalig profvoetballer uit Malta, die speelde als aanvallende middenvelder gedurende zijn carrière. Hij sloot zijn loopbaan in 2007 af bij de Maltese club Floriana FC, en stapte nadien het trainersvak in.

## Interlandcarrière
Brincat speelde 103 interlands voor de Maltese nationale ploeg, en scoorde zes keer voor zijn vaderland in de periode 1987-2004. Onder leiding van bondscoach Gencho Dobrev maakte hij zijn debuut op 14 oktober 1987 in het oefenduel tegen het B-team van Engeland.
| Interlanddoelpunten | Interlanddoelpunten | Interlanddoelpunten | Interlanddoelpunten | Interlanddoelpunten | Interlanddoelpunten | Interlanddoelpunten | Interlanddoelpunten |
| #                   | Datum               | Locatie             | Wedstrijd           | Goal(s)             | Score               | Uitslag             | Wedstrijd           |
| ------------------- | ------------------- | ------------------- | ------------------- | ------------------- | ------------------- | ------------------- | ------------------- |
| 1                   | 09/06/1991          | Seoul               | Malta – Egypte      | 38'                 | 1 – 2               | 2 – 5               | President's Cup     |
| 2                   | 27/11/1991          | Ta' Qali            | Malta – Libië       | ??'                 | 2 – 0               | 2 – 0               | Oefeninterland      |
| 3                   | 07/11/1993          | Tunis               | Malta – Gabon       | 11'                 | 1 – 0               | 2 – 1               | Oefeninterland      |
| 4                   | 08/02/1998          | Ta' Qali            | Malta – Letland     | 85'                 | 2 – 1               | 2 – 1               | Malta Toernooi      |
| 5                   | 02/09/1999          | Ta' Qali            | Malta – Duitsland   | 26'                 | 1 – 1               | 1 – 2               | Oefeninterland      |
| 6                   | 09/02/2002          | Ta' Qali            | Malta – Jordanië    | 62'                 | 2 – 1               | 2 – 1               | Malta Toernooi      |